# Abacorall
Abacorall (Rallus cyanocavi) är en förhistorisk utdöd fågel i familjen rallar inom ordningen tran- och rallfåglar. Fågeln beskrevs 2013 utifrån subfossila lämningar funna på ön Little Abaco i Bahamas.